# Нацистички НЛО
Наци НЛО или и Хаунебу (немачка: скраћеница из Hauneburg-Geräte или исто тако Рундфлугцојг, Рајхфлугшибе) је назив за за хипотетичке летилице у облику диска које је развијала Нацистичка Немачка током Другог светског рата, и чије постојање није било никада потврђено. Хаунебо је наводно требало да спада у немачке Wunderwaffen (чудотворна оружја) заједно са новим млазним авионима (Ме 262, Хортен Хо 229) и ракетама V-1 и V-2.
За Хаунебу неки конспиративни теоретичари сматрају да су НЛО (неидентификованих летећих објеката), у које спадају фо фигхтер, непознати ваздушни феномени и објекти из 1941. Све до 1945. Изнад Немачке (које су документоване сведочанствима и фотографијама од стране савезничких пилота из Другог светског рата.

## Конструкција
И конспиративни теоретичари се разликују у погледима на који су начин ове летилице функционисале. Хаунебу је требало за своје доба бити једно од револуционарних летећих објеката (у респективи летеће крило је требало да се заустави у месту, левитира и има брзине до 5.000 км/час-у).
По некима је требало да је била у употреби принцип антигравитације, по некима је кориштена сила Врил. Постоје и мишљења да је ово радило на принципу данашњих летилица Хариер иако у том случају не би могло имати наведене оспбине.

## Историја
Као први о нацистичким летилицама говори 1950. У својим чланцима италијански инжињер Ђузепе Белуцо.
У реакцији на ове чланке је немачки научник Рудолф Шривер тврдио да је радио на развоју ових летилица.
Енглески инжињер Рој Феден (дизајнер авиомотора „Bristol Aeroplane Company“ после рата је изјавио да су једине летилице које би имале такове могућности били летилице које су развијана од страна немачке на крају Другог светског рата као и да су Немци радили на многим типовима необвиклих летилица и њиховим прототиповима. Своје тврђења није детаљно објаснио.
О нацистичким летећим тањирима су написане многе књиге у 20. и 21. веку како белетрије тако и историског жанра.
. У делу ових књига се јавља мишљење да су немачки научници били транспортовани у САД у Уједињено Краљевство или СССР где су наставили развој ових типова летилица.
До 1961. године је у Канади уз техничку подржку бивших нациста био организован рад на оваковим летилицама који се завршио неуспехом. Могуће је да се радило о врсти завесе за техночогију и стварање мишљења да се летећи тањири могу створити али да су нефункционални.

## Људи спојени са Хаунебу
Листа људи који су наводно спојени са развојем немачких летећих тањира чији су доприноси били употребљени:
- Ђузепе Белуцо (Giuseppe Belluzzo)
- Хенри Коанда (Henri Coandа)
- Џон Зарл (John Searl)
- Виктор Шаубергер (Viktor Schauberger)
- Рудолф Шривер (Rudolf Schriever)
- Никола Тесла (Nikola Tesla)

## Могућа решења
- Развој летећих дискова је збиља постојао. 
  - Остао је у фази нефуннкционалног прототипа.
  - Био је доведен у функционалну фазу и тајно у употреби и после рата.
- Хаунебу је фиктивни и настао је као пропаганда створена немачком владом ради охрабривања армије.
- Летилице Хаунебу имају ванземаљско порекло.
- Погрешна идентификација других оружија.
- Погрешна идентификација атмосферских појава.